# Emilian Coțaga
Emilian Coțaga (n. 10 august 1937, Alexandru cel Bun, jud. Soroca – d. 13 decembrie 1995, Chișinău) a fost un medic pediatru, specialist în problemele medicinei sociale, specialist de înaltă calificare în problemele medicinei sociale și managementului sanitar, medic pediatru de categorie superioară.

## Biografie
După școala generală și-a făcut studiile la Institutul de Medicină din Chișinău (1955-1960).
Activitatea profesională a început-o în calitate de medic-șef al spitalului sătesc din satul Gura Bîcului, raionul Anenii Noi.
După doi ani de activitate a plecat la Leningrad (azi Sankt Petersburg), la studii de doctorat în cadrul Institutului de Pediatrie (1962-1963). După finisarea studiilor revine la Chișinău și este numit medic-șef al Spitalului Clinic Republican pentru copii.
A contribuit la proiectarea și construcția Institutului de Cercetări Științifice în domeniul Ocrotirii Sănătății Mamei și Copilului. Concomitent cu activitatea de manager a desfășurat și activitatea de profesor și cercetare științifică. A publicat 42 lucrări științifice, a participat activ la pregătirea tinerilor specialiști, inclusiv la perfecționarea postuniversitară.
A fost membru al Societății Medicilor Pediatri din Moldova. Pentru muncă asiduă în domeniul ocrotirii mamei și copilului, Primăria Chișinău, în anul 1996 a atribuit numele E. Coțaga Spitalului Republican pentru copii, unde a lucrat 32 de ani.